# Окский (тип речных судов)
Двухвинтовой сухогрузный теплоход-площадка проекта 559Б и Р-97, постройки Белогородской судоверфи (Россия, Тверская область, п. Белый Городок) с 1963 г., с одноэтажной надстройкой и машинным отделением в кормовой части. Суда данного типа предназначены для перевозки на палубе гравийно-песчаных смесей, угля, руды, леса и других грузов не боящихся намокания.
Судам присваивались серийные названия «Окский» с нумерацией от 1 до 49. Часть судов была переоборудована на Шиморском ССРЗ (п. Шиморское, Нижегородская область) по проекту 776 под толкание баржи-приставки пр. 942И с использованием изгибающего сцепного устройства для участков рек c малыми радиусами закруглений судового хода.
Суда проекта Р-97, Р-97Т, Р-97И постройки той же судоверфи отличаются от проекта 559Б увеличенной двухэтажной надстройкой, длиной, маркой ГД и мощностью, грузоподъемностью, частично оборудованы для толкания барж-приставок. Кроме сыпучих грузов, не боящихся намокания, на них возможна перевозка контейнеров и крупногабаритных грузов. Судам также присваивалось серийное название «Окский» с номерами от 50 до 72.
Суда аналогичного проекта строились также на Великоустюгском судостроительном заводе (Россия, Великий Устюг), а также на Киевском ССРЗ (Украина, Киев) и на Первомайском судостроительном заводе в Казахстане (пгт. Прибрежный).
В июне 2012 года сухогруз «Окский-71» использовался для доставки третьего по величине звонящего колокола в России.